# Palpita persicalis
Palpita persicalis là một loài bướm đêm trong họ Crambidae.